# Хамилтон Бранч (Калифорнија)
Хамилтон Бранч (енгл. Hamilton Branch) насељено је место без административног статуса у америчкој савезној држави Калифорнија.

## Демографија
По попису из 2010. године број становника је 537, што је 50 (-8,5%) становника мање него 2000. године.
| Група             | 2000.       | 2010.       |
| Белци             | 552 (94,0%) | 499 (92,9%) |
| Афроамериканци    | 0 (0,0%)    | 2 (0,4%)    |
| Азијати           | 1 (0,2%)    | 3 (0,6%)    |
| Хиспаноамериканци | 28 (4,8%)   | 20 (3,7%)   |
| Укупно            | 587         | 537         |